# Pinus mugo
Pinus mugo é uma espécie de pinheiro originária do Velho Mundo, mais precisamente da região da Europa e Mediterrâneo. Os seus nomes comuns são pinheiro-anão e pinheiro-das-montanhas.